# John P. Hayes
John Patrick Hayes (* 3. März 1944) ist ein Professor für Elektronik und Informatik an der University of Michigan in Ann Arbor und ein Mitglied des Advanced Computer Architecture Laboratory, welches er im Jahre 1985 mit gründete.
Er studierte an der National University of Ireland in Dublin und erhielt den B.E. 1965. Seinen M.S. und Ph.D. absolvierte er an der University of Illinois at Urbana-Champaign im Jahre 1967 bzw. 1970. Dr. Hayes Interessen in Lehre und Forschung liegen in den Bereichen Computer-Architektur, CAD, Prüfung und Test von Computern, VLSI-Design und fehlertolerante Systeme. Er ist Inhaber von zwei Patenten und Autor von über 150 technischen Veröffentlichungen und fünf Büchern. Sein Buch Computer Architecture and Organization ist ein Standardwerk der Rechnerarchitektur.

## Werke
- John P. Hayes: Computer Architecture and Organization. 3. Auflage. McGraw-Hill, Boston MA u. a. 1998, ISBN 0-07-027355-3 (McGraw-Hill Series in Computer Engineering).